# 菲氏歧鬚鮠
菲氏歧鬚鮠，為輻鰭魚綱鯰形目倒立鯰科的其中一種，為熱帶淡水魚，分布於非洲坦尚尼亞魯誇湖流域，體長可達19.2公分，棲息在沼澤底中層水域，生活習性不明。